# Astor Place
Pour les articles homonymes, voir Astor.
L'Astor Place est un îlot urbain antérieur à l'instauration du plan hippodamien de New York.

## Situation et accès
« Astor Place » est une rue de NoHo/East Village, dans la partie inférieure de Manhattan à New York. Elle est divisé en deux sections : un segment va de Broadway à l'ouest (juste en dessous de la 8e Rue Est) à Lafayette Street, et l'autre va de la quatrième à la troisième Avenue.

## Origine du nom
Elle rend mémoire à John Jacob Astor, arrivé à New York en 1783 et qui devint, en l'espace de quelques années, l'homme le plus riche du pays. 

## Historique
« Astor Place » était à l'origine un point de pow-wow pour les différentes tribus Lenapes de Manhattan et s’appelait « Kintecoying » ou « Carrefour des Trois Nations ». 
« Astor Place » était autrefois connue sous le nom d'« Art Street ». De 1767 à 1859, Vauxhall Gardens, une station balnéaire, était située dans cette rue.
En 1847, l'Astor Opera (en) y fut construit.
Le 10 mai 1849, le lieu fut le théâtre de l'émeute d'Astor Place (en), qui opposa acteurs américains et britanniques.
Son nom actuel fut donné à la rue quelques années après la mort de John Jacob Astor survenue en 1848, à l'âge de soixante-quinze ans.